# Безповоротний шлях
Безповоротний шлях (англ. Road of No Return) — американський бойовик 2009 року.

## Сюжет
Агенти Гувер і Марконі багато років займаються боротьбою з незаконним обігом наркотиків. Їм відомі всі лідери кримінального бізнесу, але навіть спіймані на гарячому, ті незабаром знову опиняються на волі, завдяки високооплачуваним впливовим адвокатам. І тоді виникає ідея — найняти кілерів для ліквідації великих ділків наркотрафіку. Ця місія випадає чотирьом зовсім незнайомим один одному мисливцям за головами.

## У ролях
| Актор              | Роль         |
| ------------------ | ------------ |
| Майкл Медсен       | Джей Марконі |
| Девід Керрадайн    | містер Гувер |
| Майкл Блейн-Розгей | Іноземець    |
| Ернест Ентоні      | Чорний       |
| Шейн Вудсон        | Білий        |
| Хосе Ендрюс        | Індіанець    |
| Карлі Вестерман    | Кеті         |
| Сенді Кенан        | мама         |
| Мішель Капра       | Беккі        |